# Clàudia Xiva
Clàudia Domingo i Xiva, més coneguda pel nom artístic de Clàudia Xiva, (Amposta, 2002) és una cantant catalana, especialment coneguda pel seu pas pel concurs de TV3 Eufòria. Estudiant de Publicitat i Relacions Públiques a la Universitat Pompeu Fabra i amb família de músics, va ser expulsada del programa a la segona gala, amb un 48% dels vots. Tanmateix, va ser repescada a la gala 7, sumant un 25% dels vots a la segona ronda de votacions, gràcies a la seva interpretació de la cançó "You're Beautiful" de la cantant estatunidenca Christina Aguilera. Després de salvar-se, dues gales després de ser repescada i de ser candidata a favorita a la gala 9, va ser expulsada per segona vegada amb el 27% dels vots, a una passa de convertir-se en semifinalista. Així doncs, va ser la dotzena expulsada del programa.